# Adam Nieniewski
Le colonel Adam Nieniewski (né le 19 mai 1886 à Zawady, mort le 27 avril 1947 à Olsztyn) était officier de l'armée polonaise, ancien combattant de la Première Guerre mondiale, de la Guerre russo-polonaise de 1920 et de la Seconde Guerre mondiale.

## Biographie
Fils de Stanisław Nieniewski, lui-même ancien combattant de l'insurrection de Janvier 1863 et d'Halina Wybicka, petite-fille de Józef Wybicki, auteur de l'hymne national polonais. Sorti l'école primaire de Košice en 1897, il rejoint le corps des cadets de Hranice. Après avoir obtenu son diplôme en 1904, il rejoint l'école des officiers de cavalerie de Wiener Neustadt.